# Александр (Торопов)
Епископ Александр (в миру Алексей Александрович Торопов; 1 [13] октября 1861, Ильинское, Пошехонский уезд, Ярославская губерния — 22 октября 1937, Липецк) — епископ Русской православной церкви, епископ Рыбинский.

## Биография
Родился 1 [13] октября 1861 в селе Ильинское Пошехонского уезда Ярославской губернии (ныне — Пошехонский район Ярославской области).
Окончил Ярославскую духовную семинарию в 1883 году. В 1887 году окончил Московскую Духовную Академию со степенью кандидата богословия.
С августа 1887 года состоял на духовно-учебной службе сначала в Жировицком духовном училище Гродненской епархии, а с 24 ноября 1888 года в Ярославской духовной семинарии до её закрытия в 1918 году. Овдовел.
С октября 1919 по сентябрь 1924 года состоял на гражданской службе, был помощником бухгалтера в Ярославском государственном университете и школьным работником в школах второй ступени.
С сентября 1924 года — инвалид труда.
26 июня с/ст. 1929 года в церкви во имя Св. мученика Трифона в Москве возведён в сан диакона, а 28 июня — в сан иерея митрополитом Сергием (Старогородским).
12 сентября 1929 года пострижен в монашество и назначен настоятелем Новоторжского Борисо-Глебского монастыря с возведением в сан архимандрита.

### Архиерейство
24 июля 1932 года наречен во епископа Кинешемского, викария Костромской епархии. 8/21 сентября в храме Рождества Богородицы в Москве состоялась архиерейская хиротония, которую совершали: митрополит Сергий (Страгородский), митрополит Старорусский Алексий (Симанский), архиепископ Дмитровский Питирим (Крылов).
26 августа 1935 года назначен епископом Юрьево-Польским, но на кафедру не поехал, так как получил новое назначение на Скопинскую кафедру Рязанской епархии.
С 24 сентября 1935 года — епископ Липецкий, викарий Орловской епархии.
С 13 ноября 1935 года по 23 января 1936 года — временно управлял Воронежской епархией.
С 20 февраля 1936 года — епископ Рыбинский.
27 июля 1937 года арестован и заключён в тюрьму Липецка.
Постановлением тройки УНКВД по Воронежской области от 15 октября 1937 года по статьям 58-10-2, 58-11 приговорён к расстрелу. Реабилитирован постановлением президиума Липецкого областного суда от 17 сентября 1960 года.